# 指示関数
数学において指示関数（しじかんすう、英: indicator function）、集合の定義関数、特性関数（とくせいかんすう、英: characteristic function）は、集合の元がその集合の特定の部分集合に属するかどうかを指定することによって定義される関数である。

## 定義
集合 E とその部分集合 A に対して、E の元 x が A に属すならば 1 を、さもなくば 0 を返す二値関数
{\displaystyle \chi _{A}\colon E\to \{1,0\};\ x\mapsto \chi _{A}(x):={\begin{cases}1&{\text{ if }}x\in A,\\0&{\text{ if }}x\notin A\end{cases}}}
を集合 E における部分集合 A の指示関数と呼ぶ。ある集合 E について、その部分集合 A を与えることと、A の指示関数を与えることとは等価である。すなわち、E の冪集合 2E と、E 上の指示関数全体のなす集合 Χ(E) との間に
{\displaystyle \chi \colon 2^{E}\to \mathrm {X} (E);\ A\mapsto \chi _{A}}
なる全単射が存在する。この意味で部分集合 A は指示関数 χA によって特徴付けられるので、χA を部分集合 A の特性関数ともよぶ。また、χA によって部分集合 A が定められるという意味で部分集合 A の 定義関数ともいう。
A の指示関数をあらわすための記号として
{\displaystyle \chi _{A}(x),\operatorname {Ch} _{A}(x),I_{A}(x),{\boldsymbol {1}}_{A}(x),1\!\!1_{A}(x),1_{A}(x)}
などがしばしば用いられる。

## 集合演算
A, B はある特定の集合 U の部分集合とする。部分集合の間の集合演算に関して、U 上の指示関数は
- 空集合: {\displaystyle \chi _{\emptyset }=0,}
- 全体集合: {\displaystyle \chi _{U}=1,}
- 非交和: {\displaystyle \chi _{A\sqcup B}=\chi _{A}+\chi _{B},}
- 共通部分: {\displaystyle \chi _{A\cap B}=\chi _{A}\chi _{B}=\min\{\chi _{A},\chi _{B}\}}

を満足する。また、これらから
- 差集合: {\displaystyle \chi _{A\smallsetminus B}=\chi _{A}-\chi _{A}\chi _{B},}
- 和集合: {\displaystyle \chi _{A\cup B}=\chi _{A}+\chi _{B}-\chi _{A\cap B}=\chi _{A}+\chi _{B}-\chi _{A}\chi _{B}=\max\{\chi _{A},\chi _{B}\},}
- 対称差: {\displaystyle \chi _{A\triangle B}=\chi _{A\smallsetminus B}+\chi _{B\smallsetminus A}=\chi _{A}+\chi _{B}-2\chi _{A}\chi _{B},}
- 補集合: {\displaystyle \chi _{A^{c}}=\chi _{U\smallsetminus A}=1-\chi _{A}}

などが成り立つことも示される。

## 積分
3 次元ユークリッド空間 R3 の図形 A が（リーマンあるいはルベーグの意味で）体積確定であるというのは、その指示関数 χA は（リーマンあるいはルベーグの意味で）可積分となることであり、積分値
{\displaystyle m(A):=\int _{\mathbb {R} ^{3}}\chi _{A}(x)dx}
がその集合 A の体積である。一般に可測空間 (X, M) (M ⊂ 2X) が与えられたとき、X の部分集合 A がある測度 μ に関する可測集合であるなら、その指示関数 χA の測度 μ に関する積分値
{\displaystyle \operatorname {vol} _{\mu }(A)=\mu (A):=\int _{X}\chi _{A}(\xi )\,d\mu (\xi )}
を測度 μ に関する A の体積（たいせき、volume）と呼ぶ。
ある集合 X 上の可積分関数 f(x) に対して、X の部分集合 A における f の積分を、しばしば
{\displaystyle \int _{A}f|_{A}(\xi )\,d\xi :=\int _{X}\chi _{A}(\xi )f(\xi )\,d\xi }
によって（各積分が定義できる限り）定める。特に、集合 supp(f) を  {x ∈ X | f(x) ≠ 0} の閉包（f の台とよばれる）とすると
{\displaystyle \int _{X}f(\xi )\,d\xi =\int _{\mathrm {supp} (f)}f|_{\mathrm {supp} (f)}(\xi )\,d\xi }
が成り立つ。また、一点集合の指示関数は（適当な条件下で）ディラックのデルタ関数をあらわすと考えられる。実際、一点集合 {x} に対して、その可測集合からなる近傍系 Nx でその共通部分が {x} となるものが存在するとき（たとえば {x} 自身が可測となるとき）
{\displaystyle \inf _{N\in \mathbf {N} _{x}}\chi _{N}=\chi _{\{x\}},}
{\displaystyle \int _{X}\chi _{\{x\}}(\xi )f(\xi )\,d\xi :=\inf _{N\in \mathbf {N} _{x}}\int _{X}\chi _{N}(\xi )f(\xi )\,d\xi =f(x)\mathrm {vol} (\{x\})}
が成立する。χ{x} はしばしば χx と略記される。

## その他
統計学では、この指示関数によってカテゴリデータ（A に属すか属さないか）を 1 か 0 に変換したものをダミー変数 (dummy variable) という。

## メンバーシップ関数

ファジィ集合におけるメンバーシップ関数

メンバーシップ関数は、集合の指示関数をファジィ集合へ拡張したものである。ファジィ論理における「真の度合い」(英語: degree of truth）を表す（真の度合いは確率と混同されるが、概念上別物である）。ある任意の集合 X があるとき、X のメンバーシップ関数は集合 X から区間 [0, 1] の実数値を返す。